# Итунейвеем
Итунейвеем — река на Дальнем Востоке России, протекает по территории Анадырского района Чукотского автономного округа. Длина реки — 12 км.
Названа по сопке Итуней, с чукот. Итъунэйвээм — «река гусиной горы».
Берёт истоки с юго-восточных склонов горы Каменистая Корякского нагорья, впадает в Хатырку справа. Имеет 5 безымянных притоков.
На реке ведётся промышленный лов лососёвых.